# Alfred Hause
Alfred Hause (Ibbenbüren, 8 agosto 1920 – Amburgo, 14 gennaio 2005) è stato un violinista, arrangiatore e direttore d'orchestra tedesco.

## Biografia
Il "deutsche Tango-König" (re del tango tedesco) giocò un ruolo importante nella ricostruzione della cultura musicale in Germania dopo la seconda guerra mondiale. Creò il suo leggendario Continental Tango Sound. Nel 1945 entrò a far parte della band di Willy Geiger. Si trasferì poi ad Amburgo alla Nordwestdeutschen Rundfunk (NWDR) (radio del nord-ovest). Qui fu primo violino e poi capo della sezione degli archi. Nel 1948 divenne capo della danza dell'orchestra NWDR.
Divenne noto in patria per numerose registrazioni discografiche, nonché apparizioni in programmi televisivi di Peter Frankenfeld e Hans-Joachim Kulenkampff, oltre che nelle numerose trasmissioni radiofoniche di Hans Rosenthal ("Wer fragt-gewinnt", "Allein gegen alle", "Spaß muß sein"). Nel 1961 vinse, con la sua orchestra, con il pezzo "Bailando a dos", il primo premio allo Schlager-Festival di Baden-Baden. Nel 1965 e 1967 andò in tour in Giappone, in collaborazione con la Nippon Co.
Dalla fine degli anni 1950 lavorò con James Last, sotto il nome di Hans Last, quando era alla NWDR e come arrangiatore per Frank Thon sotto il nome di Alfred Hause.
Continuò a far parte della NWDR (poi NDR) fino al suo pensionamento nel 1973. Nel 1996 ha ricevuto l'Ordine al Merito di Germania.
La sua urna si trova nella cappella del cimitero di Ohlsdorf, ad Amburgo.

## Discografia (selezione)
- Tango Argentina - Alfred Hause e la sua grande orchestra di tango, Polydor, 1968 2371882
- Tangos der Welt - Tango of the World con Alfred Hause e la sua grande orchestra di tango, 1973 Polydor International GmbH, doppio album 2652 053